# Flugplatz Braunschweig-Broitzem

i7
i11
i13

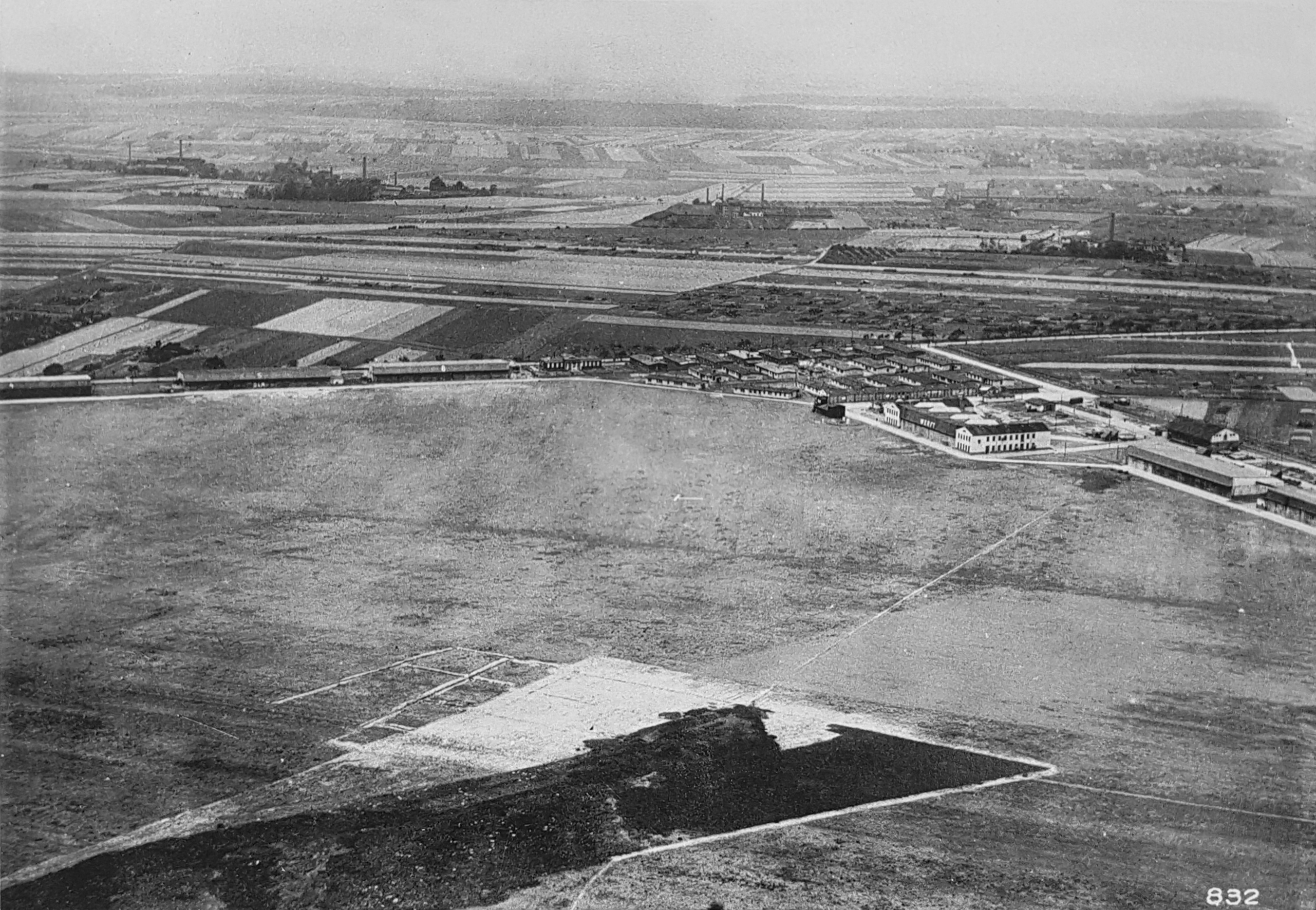
Blick über den Militärflugplatz Broitzem in Richtung Nordnordwest, 1918

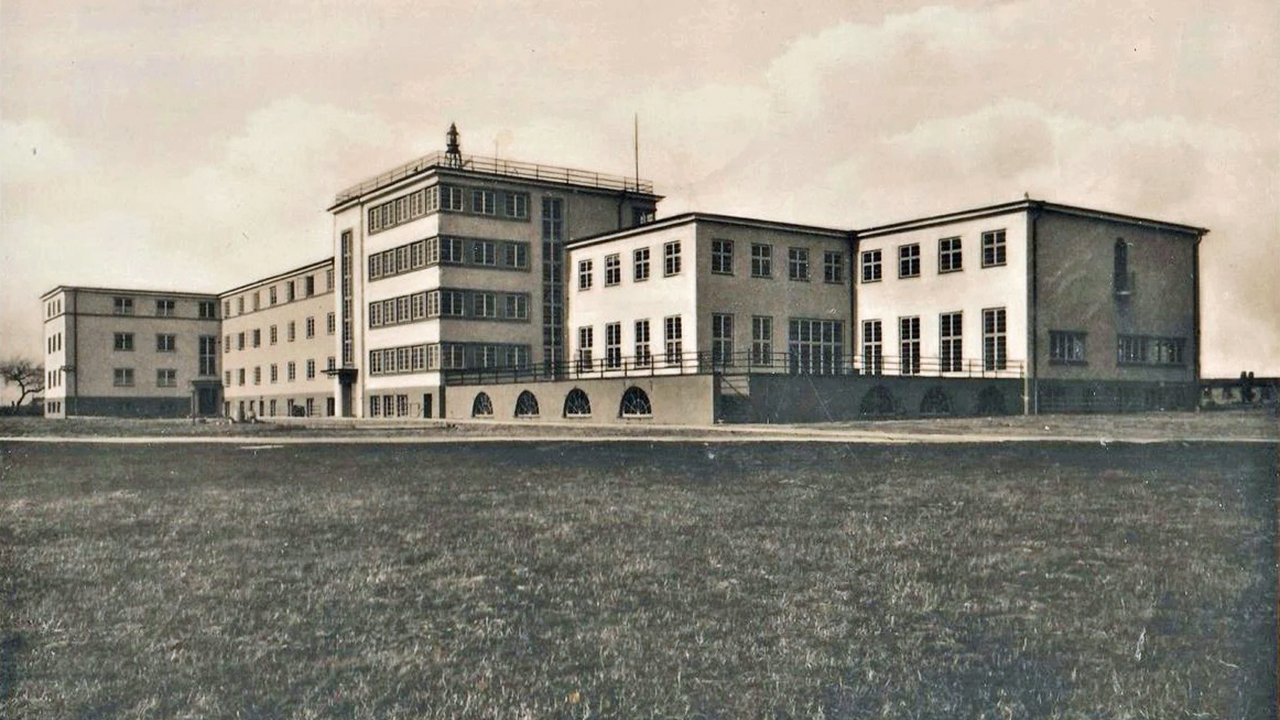
Das Gebäude der Deutschen Verkehrsfliegerschule am Flugplatz Broitzem, 1929

Der Flugplatz Braunschweig-Broitzem war ein von 1917 bis 1945 existierender Flugplatz in Braunschweig – ursprünglich in der Gemarkung der Gemeinde Broitzem –, der drei Kilometer südwestlich des Stadtzentrums lag.
Der Flugbetrieb auf dem zuletzt als Fliegerhorst genutzten Platz wurde Anfang Juni 1945 kurz nach Ende des Zweiten Weltkriegs von der britischen Besatzungsmacht eingestellt.

## Geschichte
Zu Beginn des Ersten Weltkrieges zeichnete sich rasch die Bedeutung der Flugzeuge ab, vor allem bei der Luftaufklärung. Beim Deutschen Heer entstand schnell der Bedarf am Ausbau der Fliegerabteilungen. Die Stadt Braunschweig, die seit 1913 bemüht war, ein Flugfeld einzurichten, ergriff die Chance und ermöglichte 1916 dem Deutschen Reich, an der Broitzemer Straße (heute Münchenstraße) durch das X. Armee-Korps einen Militärflugplatz aufbauen und nutzen zu lassen.

### Militär-Fliegerstation 1917
Mit der Verlegung der Fliegerersatzabteilung (FEA) 7 von Köln nach Braunschweig wurde am 1. April 1917 der Flugplatz Braunschweig-Broitzem offiziell als erster vollwertiger Flugplatz der Stadt in Betrieb genommen.:31

### Demontage 1918
Nach dem Ende des Ersten Weltkrieges und den Regelungen des Versailler Vertrags, der deutsche militärische Luftfahrt untersagte, musste auch der Braunschweiger Militärflugplatz schließen. Die intakten Flugzeughallen wurden auf Weisung der Interalliierten Militär-Kontrollkommission (ILÜK) demontiert und nach Belgien verbracht; eine Teilfläche des Platzes wurde für Kleingärten freigegeben. Bis zur Wiederherstellung des Areals als Flugplatzgelände im Jahr 1925 fanden nur wenige Flüge und Schauflugtage statt.:56

### Verkehrsflugplatz 1925
Um auf dem Platz regelmäßigen zivilen Luftverkehr anbieten zu können, bewilligte der Braunschweiger Stadtrat 1925 einen jährlichen Zuschuss von 60.000 Mark für die Einbindung des Platzes in das Flugliniennetz des Deutschen Aero Lloyds. Ab 19. Juli 1925 wurde Braunschweig-Broitzem in die Fluglinie Leipzig, Hannover, Bremen des Aero Lloyds eingebunden. Zur Sicherstellung des Betriebs gründete die Stadt gemeinsam mit dem Reich und anderen Kommunen 1926 die Flughafengesellschaft Braunschweig m.b.H. Der sich nur gering entwickelnde Linienverkehr konnte auf Dauer die hohen Subventionen nicht rechtfertigen. Um zumindest einen dauerhaften Zubringerflugverkehr zu Luftverkehrsknoten für Braunschweig zu erhalten, wurde zur Finanzierung des Platzes die Idee entwickelt, Luftfahrtinstitutionen zu etablieren. Mit der Errichtung der Reichs-Flieger-Funkschule und der Verlegung der Deutschen Verkehrsfliegerschule (DVS) von Berlin-Staaken nach Braunschweig-Broitzem gelang die neue Ausrichtung des Flugplatzes ab 1928. Allerdings musste auf zivilen Verkehr bis auf Zubringerflüge nach Hannover verzichtet werden.:65

### Deutsche Verkehrsfliegerschule 1929
Um den neuen Aufgaben des DVS-Flugbetriebs, der bereits 1927 in Staaken den Umfang von 25.000 Flügen pro Jahr hatte, gerecht zu werden, wurden umfangreiche Baumaßnahmen durchgeführt. Eine Flugzeugwerfthalle, Hangars, Verwaltungs- und Schulgebäude entstanden. Ende 1929 begann der Ausbildungsbetrieb der DVS auf dem Flugplatz Braunschweig-Broitzem.:100–111

### Fliegerhorst 1934
Die Machtergreifung der Nationalsozialisten 1933 führte bis Mitte 1934 zur Verlegung der Verkehrsfliegerschule an andere Standorte und zur kompletten Übernahme des Flugplatzgeländes durch das Deutsche Reich am 1. Juli 1934.
Neuer Betreiber des Platzes war zunächst das Reichsluftfahrtministerium RLM, das ihn bis zur offiziellen Gründung der Luftwaffe am 1. März 1935 geheim – der Name „Deutsche Verkehrsfliegerschule“ wurde bis 1935 beibehalten – für die Verwendung als Fliegerhorst für Aufklärungsflieger einer zukünftigen Luftwaffe ausbaute. Dazu entstand nördlich des Areals eine Kasernenanlage mit Unterkünften, Kasinogebäuden, Wache, Garagenanlagen und Sportplatz.
Bis zur Fertigstellung des neuen Braunschweiger Flughafens Waggum am 18. Mai 1936, diente der Fliegerhorst auch als Werkflugplatz der Braunschweiger MIAG, die den Platz zur Auslieferung der von ihr in Lizenz gefertigten Flugzeuge nutzte.:163
Die folgende Tabelle zeigt eine Auflistung aller fliegender aktiver Einheiten (ohne Schul- und Ergänzungsverbände) der Luftwaffe die hier zwischen 1940 und 1942 stationiert waren.
| Von        | Bis          | Einheit                       | Ausrüstung       |
| ---------- | ------------ | ----------------------------- | ---------------- |
| Mai 1940   | Mai 1940     | Kampfgruppe z.b.V. 101        | Junkers Ju 52/3m |
| März 1941  | März 1941    | Stab/Kampfgeschwader z.b.V. 3 | Junkers Ju 52/3m |
| April 1942 | Oktober 1942 | II./Kampfgeschwader z.b.V. 1  | Junkers Ju 52/3m |
| April 1942 | Mai 1942     | Kampfgruppe z.b.V. 700        | Junkers Ju 52/3m |

### Advanced Landing Ground R-381945
Im Zuge der Übergabe der Stadt Braunschweig am 12. April 1945 besetzten US-Truppen den Fliegerhorst Braunschweig-Broitzem und statteten ihn bis zum 27. April 1945 mit einer festen Start- und Landebahn aus, um den Platz als Advanced Landing Ground (dt. „vorgeschobener Landeplatz“) R-38 zu nutzen. Mit Übernahme des Fliegerhorstes durch die britische Besatzungsmacht im Juni 1945 wurden die flugtechnischen Einrichtungen des Platzes demontiert, zurückgebaut bzw. zerstört und das Flugfeld landwirtschaftlich genutzt. Ein Flugbetrieb war nicht mehr möglich.:182

### Braunschweig Weststadt 1960

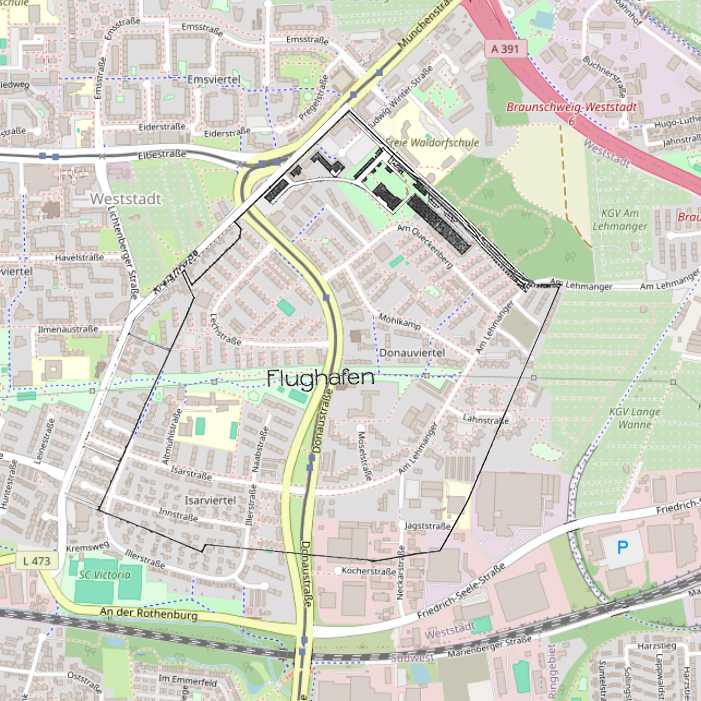
Lage der Grenzen, Gebäude und Hangars (schwarz) der ehemaligen deutschen Verkehrsfliegerschule am Flugplatz Braunschweig-Broitzem im Isar- und Donauviertel der heutigen Braunschweiger Weststadt

Auf dem Gelände des ehemaligen Fliegerhorsts Broitzem errichtete die Stadt Braunschweig ab 1960 das Isar- und Donauviertel der Weststadt.

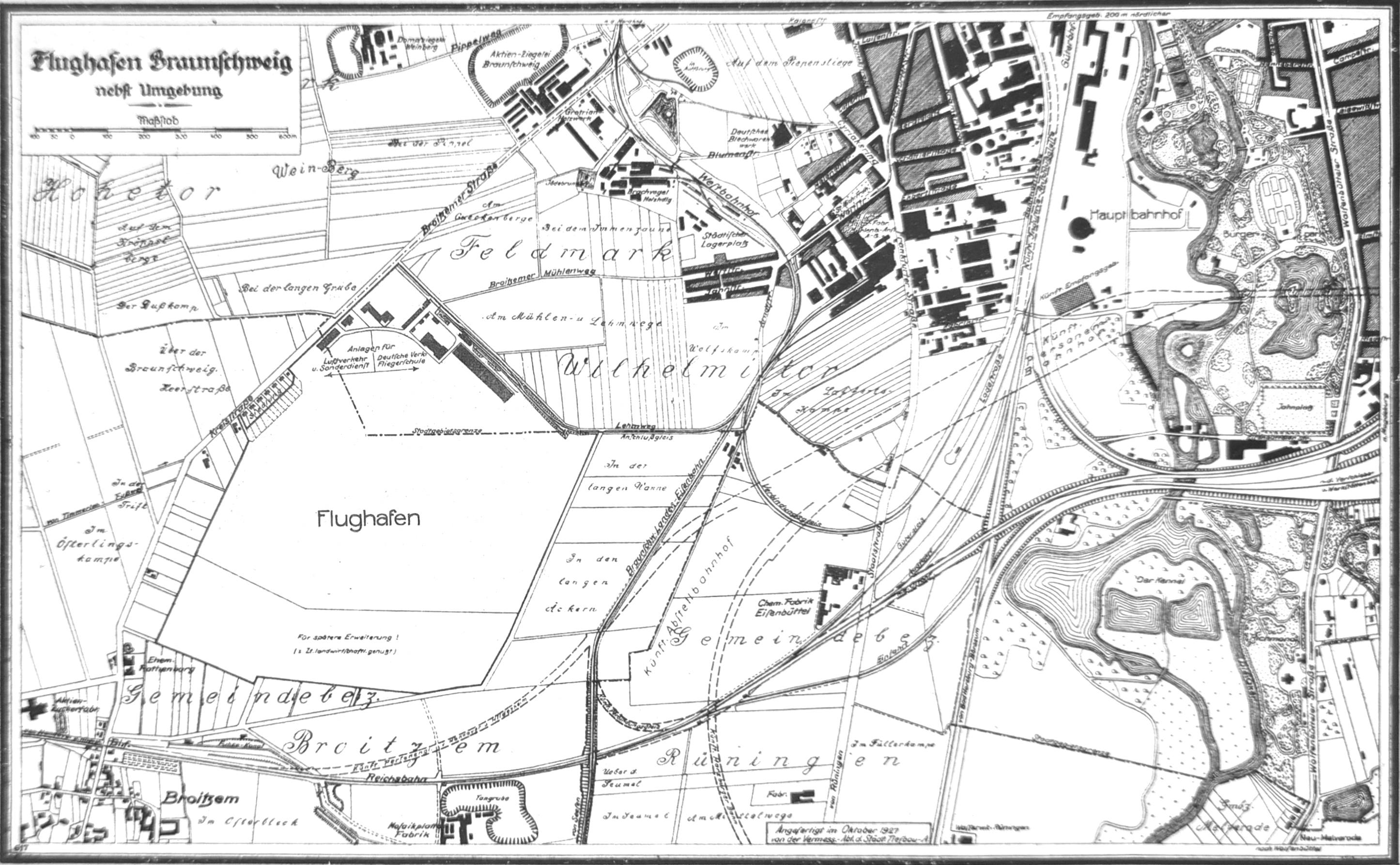
Karte vom Flugplatz Braunschweig-Broitzem mit den Gebäuden der Verkehrsfliegerschule in der Nordecke des Platzes, 1929
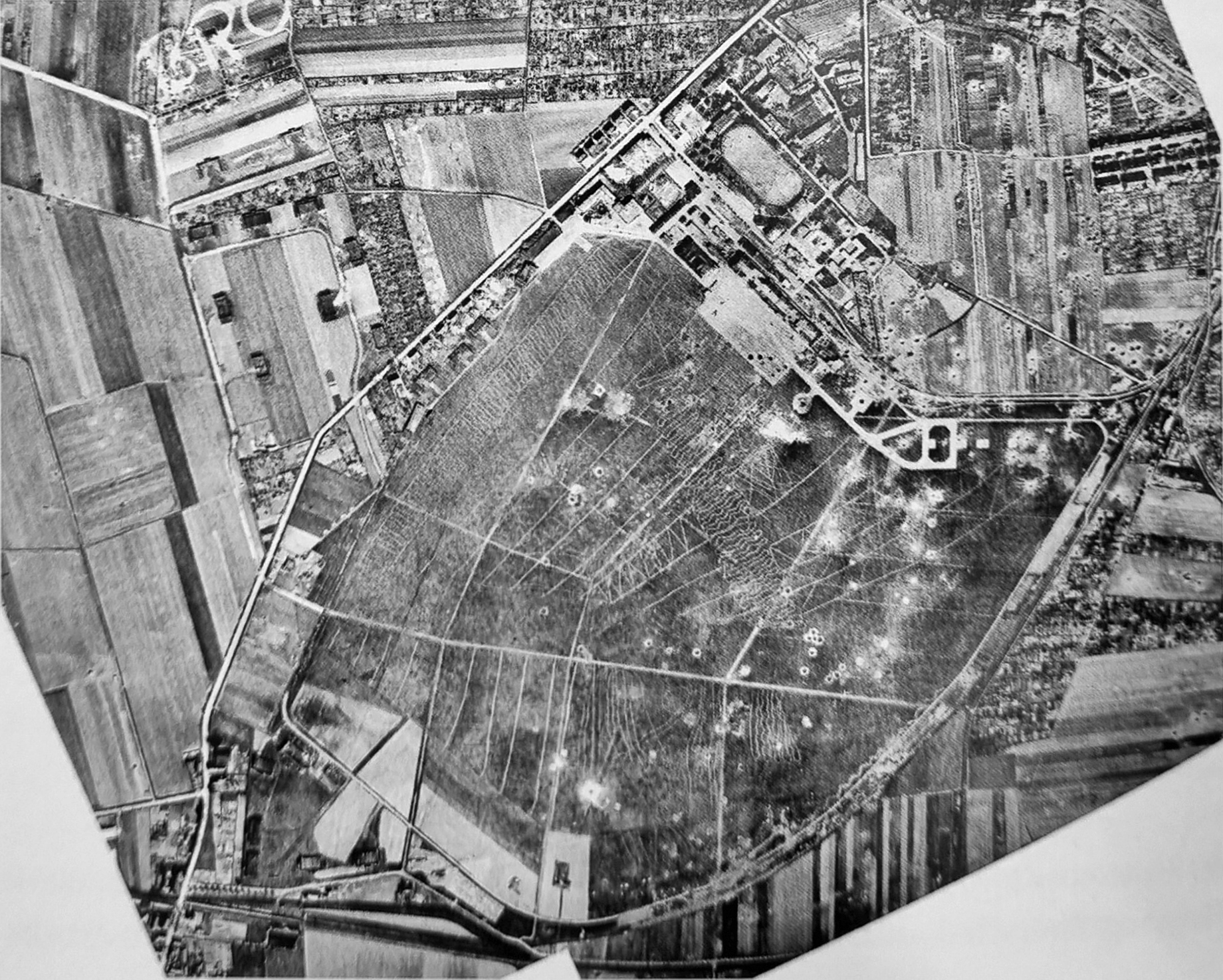
Fliegerhorst Braunschweig-Broitzem, Deutschland (US Air Force)